# Touch rugby femenino en los Juegos del Pacífico 2015
El Touch rugby femenino en los Juegos del Pacífico 2015 se disputó del 3 al 7 de julio de 2015 en el Complejo Bisini de Port Moresby y contó con la participación de 5 selecciones de Oceanía.
El anfitrión Papúa Nueva Guinea venció a Samoa en la final para ganar la medalla de oro.

## Fase clasificatoria
| Papúa Nueva Guinea                               | 4 | 4 | 0 | 0 | 63 | 4  | +59 |
| Islas Cook                                       | 4 | 2 | 1 | 1 | 42 | 11 | +31 |
| Samoa                                            | 4 | 2 | 1 | 1 | 42 | 17 | +25 |
| Kiribati                                         | 4 | 1 | 0 | 3 | 11 | 62 | -51 |
| Tonga                                            | 4 | 0 | 0 | 4 | 4  | 68 | -64 |
| Los 4 primeros lugares avanzan a las semifinales |   |   |   |   |    |    |     |

| Equipo 1           | Resultado | Equipo 2           |
| ------------------ | --------- | ------------------ |
| Tonga              | 0-24      | Papúa Nueva Guinea |
| Islas Cook         | 18-1      | Kiribati           |
| Papúa Nueva Guinea | 8-1       | Samoa              |
| Islas Cook         | 18-0      | Tonga              |
| Kiribati           | 4-16      | Samoa              |
| Papúa Nueva Guinea | 6-2       | Islas Cook         |
| Islas Cook         | 4-4       | Samoa              |
| Kiribati           | 5-3       | Tonga              |
| Papúa Nueva Guinea | 25-1      | Kiribati           |
| Samoa              | 21-1      | Tonga              |

## Fase final

### Semifinales
| Equipo 1           | Resultado | Equipo 2   |
| ------------------ | --------- | ---------- |
| Samoa              | 4-3       | Islas Cook |
| Papúa Nueva Guinea | 25-1      | Kiribati   |

### Medalla de bronce
| Equipo 1   | Resultado | Equipo 2 |
| ---------- | --------- | -------- |
| Islas Cook | 11-2      | Kiribati |

### Medalla de oro
| Equipo 1 | Resultado | Equipo 2           |
| -------- | --------- | ------------------ |
| Samoa    | 2-6       | Papúa Nueva Guinea |